# Менар, Фиа
Фиа Менар (фр. Phia Ménard; род. 11 февраля 1971, Нант) — французская артистка, жонглёр и режиссёр.

## Биография
В 1994 году, впечатлённая шоу Extraballe в исполнении Жерома Тома, она продолжила свое обучение, а затем присоединилась к компании для постановки шоу Hic Hoc, которое она исполнила. Параллельно, в 1997 году, она брала уроки у танцовщицы и хореографа Эрве Диаснаса, основателя «Presence Mobility Danse». Менар покинула компанию Жерома Тома в 2003 году. Она говорит о Тома и Диасане, что «они научили её ходить».
В 1998 году она основала свою собственную компанию Non Nova с идеей, по ее словам, отказаться от вопроса о виртуозности в устранении недостатков, вдали от цирка и жонглирования, приближаясь к танцу, театру и спектаклю.
Фиа Менар сделала каминг-аут как трансгендерная женщина в 2008 году. Ее переход оказал влияние на ее карьеру. Она начала проект «I.C.E.» (Injonglabilité complementary of the elements), посвященный изучению воображаемого и трансформации, а также эрозии через природные материалы. Первое шоу, которое выйдет из этого проекта 1 мая 2018 года, это P.P.P. (Position parallel to the floor), основополагающим материалом которого является I.C.E.

## Работы
- 1998 — Le Grain
- 2001 — Ascenseur, fantasmagorie pour élever les gens et les fardeaux
- 2002 — Le Grand Bazar
- 2003 — Zapptime, rêve éveillé d’un zappeur
- 2004 — Jongleur pas confondre (conférence-spectacle)
- 2007 — Doggy Bag
- 2008 — P.P.P.
- 2010 — Black Monodie
- 2011 — Vortex
- 2011 — L’après-midi d’un foehn
- 2015 — Belle d’Hier
- 2017 — Les os noirs
- 2018 — Saison sèche